# Sáchica
Sáchica là một thị xã và đô thị ở  Departamento Boyacá, thuộc phân vùng Ricaurte.